# Velvet Kiss
Velvet Kiss (japanisch ベルベット・キス Berubetto Kisu, deutsch ‚Samtkuss‘) ist ein erotischer Manga der Zeichnerin Chihiro Harumi der von 2009 bis 2012 erschien.

## Handlung
Der Angestellte Shin Nitta (新田 信) erfährt nach einer durchzechten Nacht am nächsten Tag, dass ihm ein Vertrag mit einer Darlehensschuld von 80 Millionen Yen (490.000 €) beim Unternehmen Kikuchiya untergeschoben wurde. Ihm wird der Vorschlag gemacht, die Tilgung einzufrieren, wenn er sich mit Kanoko Kikuchiya (菊池屋 花乃子), der Tochter seines Gläubigers, anfreundet. Diese stellt sich als sehr attraktives, aber gelangweiltes, reiches Mädchen heraus, das den ganzen Tag mit Shopping oder Sexpartys mit ihren Freunden verbringt. Sie verlangt von ihm, ihr jederzeit – auch während seiner Arbeitszeit – zu Diensten sein, auch in sexuellen Belangen.
Zunächst ist er von ihr eher genervt, aber nachdem ihre Stiefmutter Yoriko Kikuchiya (菊池屋 依子) ihm erzählt, dass sowohl Kanokos echte Mutter schon früh starb als auch ihr Vater nie Zeit für sie hatte und es ihr daher an Zuneigung mangelte und ihn daraufhin bittet, Kanoko die Liebe zu geben, die sie benötigt, versucht er, sich mit ihr zu arrangieren. Auch Kanoko – obwohl sie jeden Tag mit ihm schläft – ist ihm anfangs gegenüber distanziert, da sie annimmt, dass er sich mit ihr ausschließlich wegen des Geldes abgibt, taut aber langsam auf und beginnt sich in ihn zu verlieben. Dies wird allerdings dadurch gestört, dass er Rumi Saeki (佐伯 留美) trifft, die seine Freundin wird, wodurch er Kanoko vernachlässigt bzw. Rumi nicht hintergehen will. Diese wurde allerdings auf ihn angesetzt, um seine Beziehung mit Kanoko zu stören.
Eines Tages bekommt er mitgeteilt, dass seine Schuld nun nichtig und er damit frei ist. Gleichzeitig werden aber seinem Arbeitgeber ihn belastende Dokumente gegeben. Shin hat damit seine Freundin und seinen Job verloren. 
Er erfährt, dass Kanokos Vater kaum noch in der Öffentlichkeit auftritt und stattdessen Yoriko die Geschäfte führt. Es stellt sich heraus, dass das ganze ein Plan von Yoriko ist, der dazu dient, Kanoko, die von ihrem Vater als Nachfolgerin bevorzugt wird, mit ihrem unangemessenen Lebenswandel beim Vorstand zu diskreditieren, um selbst von diesem als Nachfolgerin gewählt zu werden. Gleichzeitig hat sie eine Affäre mit dem Arzt von Kanokos Vater, um einerseits dessen Behandlung als auch Kanokos Zugang zu ihm zu verhindern. Von einem Vertrauten erhält Kanoko das Tagebuch ihrer Mutter, aus dem hervorgeht, dass der sie behandelnde Arzt, der auch ihren Vater behandelt, ihre sich verschlechternde Verfassung ignorierte. Kanoko entschließt sich daraufhin Yoriko entgegenzutreten, in dem sie entsprechende Presseberichte lanciert, durch die Yoriko zum Rücktritt gezwungen ist. 
Kanoko fängt an, ihr Leben zu sortieren und entschließt sich, dem Wunsch ihres Vaters zu folgen und das Geschäft von der Pike auf zu lernen, wodurch ihr keine Zeit für Shin bleibt, gesteht ihm aber zuvor ihre Liebe. Drei Jahre später treffen sich die beiden wieder und Kanoko fragt ihn, sie ins Ausland zu begleiten, wo sie einen wichtigen Posten in einem Tochterunternehmen übernimmt. Shin lehnt dies ab, da er selber endlich eine Vollzeitstelle gefunden hat. Er sagt ihr aber, dass er auf sie warten wird.

## Veröffentlichung
Velvet Kiss von Chihiro Harumi erschien kapitelweise im Manga-Magazin Vitaman von Ausgabe 9/2009 (30. Juli 2009) bis 5/2012 (30. März 2012) des Verlags Takeshobō. Zielgruppe des Magazins sind männliche Erwachsene. Die Kapitel wurden in vier Sammelbänden (Tankōbon) zusammengefasst:
| Band | Veröffentlichung | ISBN                   |
| ---- | ---------------- | ---------------------- |
| 1    | 7. Mai 2010      | ISBN 978-4-8124-7270-5 |
| 2    | 7. Apr. 2011     | ISBN 978-4-8124-7536-2 |
| 3    | 27. Sep. 2011    | ISBN 978-4-8124-7665-9 |
| 4    | 16. Juni 2012    | ISBN 978-4-8124-7901-8 |

Das Werk wurde in den USA bei Digital Mangas Erotika-Imprint Project-H zwischen Juli 2012 und August 2013 veröffentlicht, in Frankreich bei Soleils Imprint Eros Collection von Januar bis Oktober 2013, sowie als Tiān'éróng zhī wěn (chinesisch 天鵝絨之吻) in der Republik China (Taiwan) bei Sun Ho Culture (尚禾文化) zwischen März und Oktober 2012. In Deutschland erschienen die Bände zwischen dem 13. August 2013 und 17. Februar 2014 bei Panini Comics.

## DVD
2013 entstand unter der Regie von Toshiya Kominami eine zweiteilige Direct-to-DVD-Produktion. Kanako wurde dabei gespielt von der Pornodarstellerin Ruka Kanae. Das Werk selber ist ab 15 Jahren freigegeben. Der erste Teil Wana ni Hameta Koakuma (罠にはめた小悪魔, „Die Fallen legende kleine Teufelin“; ISBN 978-4-8124-9350-2) erschien am 2. Februar 2013 und der zweite Teil Kinjirareta Futari no Toki (禁じられた二人の時, „Verbotene Zeit zu zweit“; ISBN 978-4-8124-9372-4) am 2. März 2013. Jeder Teil ist etwa 70 Minuten lang. Beide Teile wurden am 7. bzw. 14. Juli 2013 (jeweils am vorigen Fernsehtag) auch im Fernsehen auf WOWOW ausgestrahlt.